# Sascha Hawemann
Sascha Hawemann (* 1967 in Berlin) ist ein jugoslawisch-deutscher Theaterregisseur.

## Leben
Der Sohn von Horst Hawemann und Mirjana Erceg wuchs in Ost-Berlin und Belgrad auf. Er verließ bereits 1986 illegal die DDR und ging über Ungarn nach Belgrad in Jugoslawien. Dort studierte er von 1987 bis 1988 Germanistik und von 1988 bis 1991 Regie an der Hochschule für dramatische Kunst (FDU). Mit Beginn des Jugoslawienkrieges kehrte er 1991 nach Berlin zurück.
Nach Abschluss eines Regiestudiums von 1991 bis 1994 an der Hochschule für Schauspielkunst „Ernst Busch“ Berlin begann er 1995 seine Theaterarbeit als Hausregisseur und ab 1997 als Oberspielleiter am Hans Otto Theater in Potsdam.
Seit der Spielsaison 2000/2001 ist Hawemann als freischaffender Regisseur tätig, unter anderem am Nationaltheater Weimar, Schauspielhaus Chemnitz, Theater Magdeburg, Theater Bielefeld, Maxim Gorki Theater, Deutschen Theater Berlin, Staatstheater Hannover und Staatstheater Nürnberg. Von 2008 bis 2013 arbeitete er am Centraltheater Leipzig, davon zwei Jahre als Hausregisseur sowie seit 2015 am Theater Bonn und Theater Dortmund. 2020 inszenierte er am Volkstheater Wien.
Neben seiner Arbeit als Regisseur war er als Schauspieldozent an der Hochschule für Schauspielkunst „Ernst Busch“ Berlin, der Universität der Künste Berlin, der Hochschule für Musik und Theater „Felix Mendelssohn Bartholdy“ Leipzig, sowie der Hochschule für Schauspiel Zürich tätig.
Sascha Hawemann ist verheiratet und hat ein Kind.

## Roman- und Stückbearbeitungen
Außer der Regie und Dozentenarbeit gilt sein Interesse Roman- und Stückbearbeitungen, unter anderem der Stückbearbeitung „Recht auf Jugend“ (Arnolt Bronnen), der Dramatisierung der Erzählungen „Der Mantel“ (Nikolaj Gogol), „Die Nacht, die Lichter“ (Clemens Meyer), „Gewalten“ (Clemens Meyer) Stückentwicklungen wie „Traum von Hollywood“ (Clemens Meyers) und Romandramatisierungen „Spur der Steine“ (Erik Neutsch) und „Meine Schwester ist eine Mönchsrobbe“ (Christian Frascella).
2018 wurde sein erstes selbständiges Theaterstück „Iggy Lust for Life“ am Staatstheater Hannover uraufgeführt. 2019 wurde seine Bearbeitung von Fjodor Dostojewskis Roman „Die Dämonen“ am Theater Dortmund uraufgeführt. 2021 erfolgte die Uraufführung seines Stückes „November“ am Theater Bonn.
Daneben übersetzte und bearbeitete er die deutschen Drehbücher der serbischen Kinofilme „Beli, beli svet“ und „Sutra ujutro“ des Regisseurs Oleg Novković.

## Theater und Musik
Hawemanns Interesse an Interaktion von Schauspiel und Musik führte zur Zusammenarbeit mit Bands und Musikern wie Subway to Sally, ear, Bodenski, Robert Beckman (Inchtabokatables) und Xell.

## Theaterfestivals
- 1995: „Shocking Heads“ (nach Motiven des Struwwelpeter, Gerd Knappe) beim Theatertreffen der Kinder- und Jugendtheater in Berlin
- 2004: „3 von 5 Millionen“ (Fritz Kater) zum NRW-Theatertreffen[2]
- 2005: „Schade, dass sie eine Hure war“ (John Ford) zum Internationalen Schauspielschultreffen in Bratislava
- 2009: „Bagdad brennt“ (John von Düffel) bei den Autorentheatertagen in Hamburg
- 2011: „We are blood“ (Fritz Kater) bei den Mühlheimer Theatertagen[2]
- 2014: „Tod eines Handlungsreisenden“ (Arthur Miller) bei den Bayerischen Theatertagen
- 2015: „Tod eines Handlungsreisenden“ (Arthur Miller), Internationales Theaterfestival in Peking
- 2018: „Der Kirschgarten“ (Anton Tschechow), Inszenierung des Jahres 2018/Publikumspreis Theater Dortmund

## Inszenierungsauswahl
- Anton Tschechow: Die Möwe (Hans Otto Theater, Potsdam)
- Anton Tschechow: Drei Schwestern (Staatstheater Hannover)[3]
- William Shakespeare: Hamlet (Centraltheater Leipzig)
- William Shakespeare: Othello (Theater Chemnitz)
- William Shakespeare: Titus Andronicus (Theater Magdeburg)
- Heinrich von Kleist: Prinz von Homburg (Theater Chemnitz, Hans Otto Theater Potsdam)
- Fritz Kater: We are blood (Centraltheater Leipzig)
- Fritz Kater: Heaven (zu Tristan) (Staatstheater Hannover)[3]
- Anthony Burghess: Clockwork Orange (Theater Magdeburg, Hans Otto Theater Potsdam)
- Clemens Meyer: Die Nacht, die Lichter (Inszenierung und Bearbeitung, Centraltheater Leipzig)
- Clemens Meyer: Sirk the East – ein Traum von Hollywood (Inszenierung und Bearbeitung, Centraltheater Leipzig)
- Tennessee Williams: Endstation Sehnsucht (Theater Magdeburg)
- Gerhart Hauptmann: Vor Sonnenaufgang (Theater Bielefeld)
- Georg Büchner: Dantons Tod (Nationaltheater Weimar, Theater Bielefeld)
- Georg Büchner: Leonce und Lena (Hans Otto Theater Potsdam)
- Dejan Dukovski: Pulverfass (Centraltheater Leipzig)
- Erik Neutsch: Spur der Steine (Theater Chemnitz, Inszenierung und Bearbeitung)
- Leo Tolstoi: Anna Karenina (Staatstheater Hannover)[3]
- Friedrich Schiller: Kabale und Liebe (Hans Otto Theater Potsdam, Theater Magdeburg)
- Arthur Miller: Tod eines Handlungsreisenden (Staatstheater Nürnberg)[4]
- Ullrich Plenzdorf: Paul und Paula (Hans Otto Theater Potsdam)
- Heiner Müller: Hamletmaschine (Maxim Gorki Theater)
- Jacoby/Lauffs: Pension Schöller (Theater Bielefeld)
- Tracey Letts: Eine Familie (Theater Dortmund)
- Maxim Gorki: Kinder der Sonne (Staatstheater Nürnberg)
- Joseph Roth: Hotel Savoy (Staatstheater Hannover)
- Bertolt Brecht: Furcht und Hoffnung des dritten Reiches (Theater Dortmund)
- Wolfgang Borchert: Draußen vor der Tür (Staatstheater Nürnberg)
- A. Hawemann/J. Kirsten: Iggy Lust for Life (Staatstheater Hannover)
- Elfriede Jelinek: Wut (Theater Bonn)
- Anton Tschechow: Kirschgarten (Theater Dortmund)
- Palmetshofer/Hauptmann: Vor Sonnenaufgang (Theater Bonn)
- Fjodor Dostojewski: Die Dämonen (Theater Dortmund)
- Bühnenbearbeitung von Saša Stanišićs Roman Herkunft (Theater Oberhausen)[5]